# Rodolphe Lopes
Rodolphe Lopes est un entraîneur franco-portugais de futsal.
Il est l'entraîneur le plus titré du championnat et de la Coupe de France avec respectivement cinq et six victoires.

## Biographie
En 2005, Rodolphe Lopes qualifie son équipe pour la finale régionale de la Coupe de France. Le Sporting joue alors sa deuxième saison et évolue en 3e Série (dernière division).
En 2007, la Fédération française de football décide de mettre en place un Challenge National et le Sporting intègre la compétition dès la seconde saison (2008-2009). Le club échoue en finale et termine vice-champion de France.
Le Sporting intègre le premier championnat de France créé pour la saison 2009-2010, qu'il ponctue d'une nouvelle place de vice-champion de France. En parallèle, il connaît sa première victoire en Coupe de France, c'est le début de la suprématie du Sporting sur le futsal en France pendant plusieurs saisons.
Lors de la saison 2010-2011, Lopes et le Sporting Paris réalisent le doublé coupe-championnat, remportant le droit de disputer la coupe d'Europe et intégrant la liste des trois clubs à avoir remporté plusieurs Coupes de France.
Pour l'exercice 2011-2012, le SC Paris débute par le tour préliminaire de la Coupe de l'UEFA (en) et termine second de son groupe, mais seul le premier est qualifié pour le tour principal. Sur le plan national, le Sporting domine autant que la saison précédente avec un second doublé coupe-championnat consécutif. Il devient le premier club à être sacré deux fois champion de France.
En 2012-2013, le SCP se sort du tour préliminaire de Coupe de l'UEFA (en) mais échoue à la troisième place de sa poule en phase principale, alors que les deux premiers accèdent au tour élite. Le Sporting réalise la performance d'un troisième doublé coupe-championnat de France de suite et devenant le second club à remporter trois Coupes nationales.
Sur la saison 2013-2014, le SCP égale sa performance européenne de l'année précédente, en remportant son groupe préliminaire de Coupe UEFA mais ne sortant pas de celui principal. Le championnat de France ne se joue plus qu'en une seule poule, dont le premier est sacré champion national. Le club francilien remporte son quatrième titre de champion de France consécutif.
Sur l'exercice 2014-2015, le club échoue aux portes du Top 4 de la Coupe de l'UEFA (en). Le Sporting Paris et Lopes intègrent directement le tour principal où il remporte leur poule. Intégrant le Tour élite, une première historique pour un club français, les Parisiens ne se qualifient pas. En France, le Sporting survole le championnat, mais les play-offs coutent le titre au SCP, battu en demi-finale. Le Sporting renoue cependant avec le sacre en Coupe de France, remportant sa cinquième coupe en six saisons et devenant le club le plus titré dans la compétition.
Pour la saison 2015-2016, le Sporting Paris ne dispute pas de Coupe d'Europe pour la première fois depuis cinq saisons. Le SC Paris termine à la seconde place de Division 1 et est disqualifié en Coupe de France. Rodolphe Lopes fait partie des nommés pour le titre de meilleur entraîneur de la saison 2015-2016.
Au début de la saison 2016-2017, le Sporting Club de Paris se voit sanctionner d'un retrait de quinze points en championnat par la Fédération française de football. Handicapé par sa sanction, le SCP termine à la sixième place de D1, à 25 points des play-offs. Au terme de la saison, Lopes laisse sa place et est remplacé par un entraîneur espagnol réputé Juan Antonio Miguel Garcia, dit Juanito.
En novembre 2018, il remplace Sito Rivera à la tête de l'équipe du Sportinget remporte une sixième Coupe Nationale.

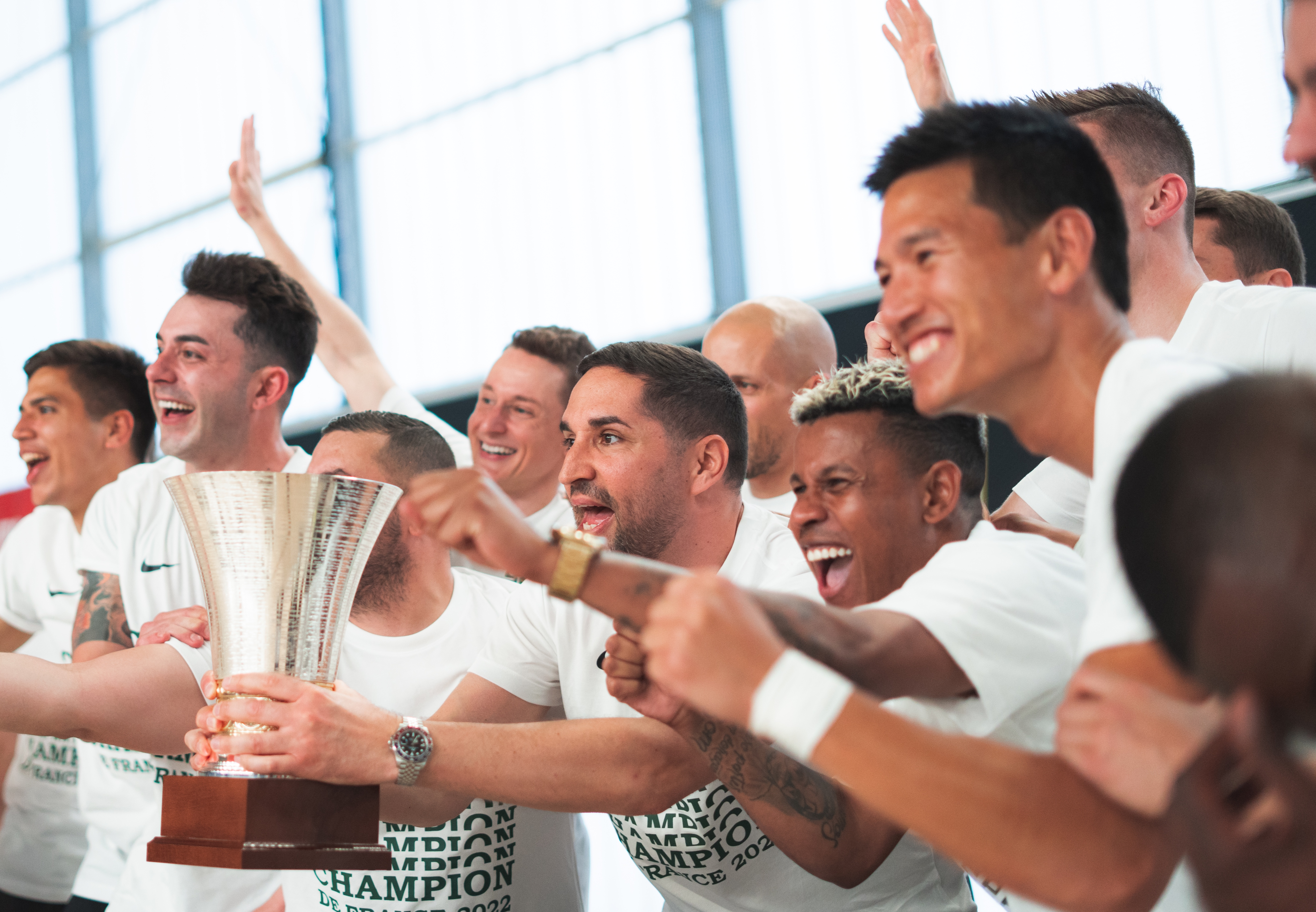
Rodolphe LOPES avec le trophée de Champion de France 2022

Au terme de la saison 2019-2020, stoppée par l'épidémie de COVID, Rodolphe Lopes obtient le Brevet de moniteur de futsal (BMF).
En 2019, il remporte la 6e Coupe de France de l'histoire du club avec une victoire 7-1 face à Garges Djibson.
Au terme de la saison 2021-2022, Rodolphe Lopes remporte le Championnat de France et devient avec le Sporting le club le plus titré de la compétition.

## Palmarès
| Compétitions nationales | Compétitions régionales |
| --- | --- |
| - Championnat de France (5) - Champion : 2011, 2012, 2013, 2014 et 2022 - Vice-champion : 2009 et 2010 - Coupe de France (6) - Vainqueur : 2010, 2011, 2012, 2013, 2015 et 2019 - Finaliste : 2009 | Championnat d'Île-de-France (2) - Champion 2e série : 2007 - Champion 3e série : 2005 Coupe du Val-de-Marne (1) - Vainqueur : 2008 - Finaliste : 2005 |